# Старци (кратки филм)
„Старци ” је југословенски филм из 1971. године. Режирао га је Едуард Галић који је написао и сценарио.

## Улоге
| Глумац         | Улога |
| -------------- | ----- |
| Мато Грковић   |       |
| Рудолф Кукић   |       |
| Звонимир Рогоз |       |